# 宵月 (駆逐艦)
宵月（よいづき/よひづき）は、日本海軍の駆逐艦。秋月型駆逐艦 の10番艦。
艦名は宵の月、夕方の月の意味。

## 艦歴

### 日本時代

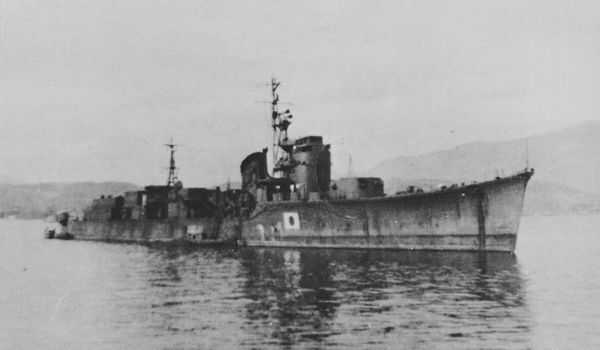
1946年に撮られた「宵月」

1941年（昭和16年）度計画（マル急計画）による乙型一等駆逐艦の第363号艦として、浦賀船渠で1943年（昭和18年）8月25日に起工。当初は三菱長崎造船所で建造される予定であったが、線表改訂により浦賀での建造に変更された。本艦は、秋月型駆逐艦のうち浦賀船渠で建造された唯一の艦である。
1944年（昭和19年）5月10日、姉妹艦「春月」や海防艦等と共に命名。9月25日に進水 。12月5日、日本海軍は駆逐艦「海風」、「秋霜」の艦長 等を歴任した中尾小太郎中佐を艤装員長に任命する。12月31日を竣工予定としていたが、機関部で事故が発生（造船所造機部関係者1名殉職）、竣工日を延期した。
1945年（昭和20年）1月31日に竣工 。中尾中佐は正式に駆逐艦長（初代）に任命された。2月5日附で呉鎮守府籍となった。就役後、訓練部隊の第十一水雷戦隊（司令官高間完海軍少将）に編入されるも、瀬戸内海回航用の燃料の確保に時間がかかり、回航日は大幅に繰り下げられた。
2月10日、かねて病のため交代を予定されていた中尾中佐（艦長） は佐世保鎮守府附となる。日本海軍は、駆逐艦「磯波」「旗風」「野分」艦長等を歴任した 荒木政臣中佐（当時、「潮」艦長） を「宵月」駆逐艦長（二代目）に任命した。荒木中佐は2月16日に着任した。
艦長室での事務引き継ぎ中に空襲警報が出る。横須賀で待機中に硫黄島の戦いの援護で関東地方に空襲を仕掛けてきた第58任務部隊（マーク・ミッチャー中将）の艦載機と交戦。敵機がかなりの低空だったため、49門の機銃による対空砲戦を行った。約一時間ほどの対空戦闘でF6F2機撃墜と報告。戦闘慨報の決裁を新艦長が行い、旧艦長は退艦した。
夕刻、横須賀鎮守府から「明日空襲の際、陸上防空砲台の援護下に入れ」と伝達があり、海軍砲術学校沖へ移動準備をした。2月17日、空襲警報後に砲術学校沖で待機。敵機が10センチ高角砲の射程内に入ってこなかったため、前日のような戦闘にはならなかった。この日、横須賀には「宵月」の他に爆撃標的艦「波勝」が在泊していた。米軍の無線傍受によると横須賀在泊艦船は「空母1隻、巡洋艦1隻」であり、これは「波勝」を空母、「宵月」を巡洋艦と誤認したものとされる。
2月20日、駆逐艦「蔦」とともに横須賀を出港。敵潜水艦を警戒しながら本州南岸を接岸航行し、伊予灘屋代島の安下庄泊地に仮泊する。2月23日には呉に入港し、第十一水雷戦隊へ合流した。
3月5日からは安下庄を基地として訓練に従事する。しかし、3月16日の訓練中に注油ポンプが故障し。呉に一時帰投しブイに係留し整備中の3月19日に呉軍港空襲を受ける。味方艦（青葉、大淀、利根、天城、葛城、龍鳳、伊勢、日向）等を守るため高角砲による対空射撃を実施、自艦に向かってくる敵機には機銃で応戦した。この日の戦闘で高角砲弾の1/3を消費し、損害は至近弾があったのみで外鈑に小孔が空いた程度であった。呉海軍工廠でポンプ修理が行われたが復旧せず、当面の行動に支障なしとして修理は打ち切られた。
4月6日の第二艦隊（司令長官伊藤整一中将）による水上特攻部隊の出撃（4月7日坊ノ岬沖海戦）には、訓練不十分のため残留を命じられた。「宵月」は待機部隊第二部隊に編入。姉妹艦（花月、夏月）と共に瀬戸内海西部防空の任に着く。以降、安下庄、八島を泊地として訓練を繰り返したが、訓練用標的機も得られず実戦が訓練という情況に陥った。
5月10日、八島を早朝に出港し呉に向かった。途中、松山沖釣島水道を通って柱島泊地に変針した際に、四国南方に呉に向かうと思われる敵大編隊を発見した為、対空戦闘のため伊予灘に出た。B-29を確認し、距離を測るが、第一梯団だけでも50機以上の大編隊であったという。爆撃されつつ対空戦闘を実施するが、戦果も被害もなかった。5月20日附で第十一水雷戦隊から離れ、秋月型2隻（冬月、涼月）で編制されていた第41駆逐隊に編入される。5月25日、姉妹艦「夏月」（駆逐艦長西野繁中佐） が編入され第41駆逐隊は定数4隻（涼月、冬月、宵月、夏月）を揃えるが、坊ノ岬沖海戦で大破していた「涼月」は7月5日附で第41駆逐隊より除籍された。その後、海軍総隊はGB第251221番電、GB電令第三十三号により、第41駆逐隊は対馬海峡部隊編入となった。
6月5日、対馬海峡部隊に合同するため呉を出港、下関海峡を経て鎮海へ向かう航路をとった。しかし15時30分、周防灘姫島灯台の325度5,8km地点で磁気機雷に触雷し、補助機械の一部に損傷を受け片舷航行となった。その後、修理のため呉に回航することになり、下関海峡東口の部崎沖に仮泊される。翌6月6日から呉工廠岸壁に係留された。6月29日、係留中にB-29の空襲を受ける。江田島方面から高高度で編隊を組んで左舷に向かってくる敵に対して8門の高角砲で対空射撃を行う。第二波、三波ともに同様の対空戦闘を実施、被害はなかった。7月1日には呉市街に夜間空襲、B-29による焼夷弾爆撃が行われたが、目標を視認できず対空射撃は実施しなかった。
7月20日、修理が完了するも、その後は断続的に空襲を受ける。7月23日には小型機の空襲を受け、至近弾破片で初の戦傷者を出す。7月24日の呉軍港空襲では被弾損傷を受け、7月26日に至近弾による外鈑破口の修理を行うため、工廠岸壁に艦尾を横付けした。7月28日には再度呉軍港空襲を受けたが、弾薬の浪費を抑える指示のため高角砲の使用も制限された。
8月2日、本土決戦に備えて兵力を温存するため、曳航されて東能美島南端の秀地の窪入江島岸に錨泊。藁縄の網で全艦を覆い、青松葉で擬装を行った。単装機銃は陸揚げされ、丘に機銃座を作り潜伏させている。8月6日の広島原爆投下時における「宵月」は擬装中であり、所在の露呈を防ぐために発砲は行わなかった。繋留地点からも、原爆炸裂の閃光と爆発音およびキノコ雲が見えたという。8月15日に終戦を迎えたが、同日附で第41駆逐隊に「雪風」が編入され、4隻編制となった（冬月、宵月、夏月、雪風）。
8月24日、呉に回航。10月5日除籍。12月1日に特別輸送艦に指定された。復員輸送後は横須賀で特別保管艦として係留され、1947年（昭和22年）8月29日に特別輸送艦の指定を解かれた。残務整理は12月5日に終了した。

### 中華民国時代

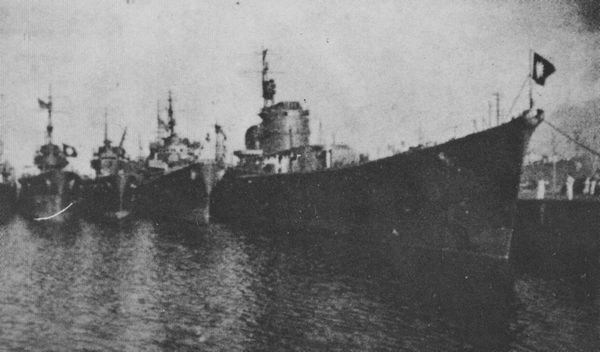
汾陽（旧「宵月」）

戦時賠償艦としての中華民国への引渡しは、1947年（昭和22年）8月25日に佐世保港を出港し、29日に青島に到着して引き渡される。「接一七号」と仮命名された後、「汾陽（フェンヤン Fen Yang）」と命名された。中華民国への賠償艦としては最大の艦艇である。しかし、機関の調子が悪いため再武装されず青島で係留された。国共内戦中の1949年2月に青島を出港して基隆に回航され、10月1日に練習艦隊に編入されて係留練習艦となった。艦橋の窓は全てふさがれ、再生のために浦賀船渠から技師を招いて修理も行われたが、修理が完成することなく1963年に除籍、解体された。

## 歴代艦長
※脚注なき限り『艦長たちの軍艦史』359頁による。

### 艤装員長
1. 中尾小太郎 中佐：1944年12月5日[15] - 1945年1月31日[17]

### 駆逐艦長
（注）1945年12月20日以降は「艦長」。
1. 中尾小太郎 中佐：1945年1月31日[17] - 1945年2月10日[21]
2. 荒木政臣 中佐/第二復員官/第二復員事務官/復員事務官：1945年2月10日[21] - 1947年1月15日[56]、以後1947年2月10日まで艦長を置かず。
3. 谷口俊雄 復員事務官：1947年2月10日[57] - 1947年5月10日[58]、以後1947年5月12日まで艦長を置かず。
4. 前田一郎 復員事務官：1947年5月12日[58] - 1947年8月30日[59]

## 逸話
- 宝田明が満州から引き揚げる際に乗艦している[60]。